# Pelagianesimo
Il pelagianesimo è una dottrina eretica sorta in seno al Cristianesimo secondo la quale il peccato originale fu dei soli progenitori, non dei discendenti, e non macchiò la natura umana, che ne subì certamente solo le conseguenze. La conseguenza è che secondo questa dottrina la volontà dell'essere umano è da sola in grado di scegliere ed attuare il bene, senza necessità della grazia divina. Il peccato di Adamo fu quello di portare un «cattivo esempio» alla sua progenie, ma le sue azioni non ebbero altra conseguenza sulla discendenza umana oltre ai castighi elencati nella Genesi; ossia non esiste nessun «peccato originale» trasmesso ai singoli uomini, per il quale occorra una ''redenzione''. Una credenza già professata dalla Religione giudaica.
Nel pelagianesimo, il ruolo di Gesù, quale Messia, è quello di presentare un «buon esempio» in grado di bilanciare quello di Adamo e di fornire l'espiazione per i peccati degli esseri umani. L'umanità ha dunque la possibilità, per mezzo della sola propria volontà, di obbedire al Vangelo e dunque la responsabilità piena per i peccati; i peccatori sono criminali che hanno bisogno dell'espiazione di Gesù e di perdono.
La dottrina trae il suo nome dal monaco britannico Pelagio.
Le teorie pelagiane furono subito combattute in Africa dal vescovo Agostino d'Ippona. Furono poi definitivamente condannate come eretiche nei Concili provinciali di Cartagine del 416 e del 418 e da quello di Milevi del 416, entrambi ratificati da papa Innocenzo I.

## Diffusione e declino
Il pelagianesimo si diffuse rapidamente in Italia grazie alla predicazione di Pelagio, a partire dall'inizio del secolo V. In quegli anni, i Visigoti, guidati da Alarico in conflitto con l'imperatore Onorio, entrarono in Italia e nel 410 raggiunsero Roma, che fu occupata e saccheggiata. Pelagio e l'avvocato Celestio, il suo più eminente discepolo, si rifugiarono in Africa.
Secondo gli ortodossi che lo avversavano (sia cattolici occidentali sia orientali), il pelagianesimo riduceva la salvezza eterna a qualcosa di «controllabile» dalla volontà umana. La dottrina teologica ortodossa, invece, considerava l'uomo incapace, dopo il peccato originale, di vivere appieno i doni di Dio senza l'ausilio decisivo della sua grazia. Pelagio negava la trasmissibilità a tutta l'umanità del peccato di Adamo (che secondo lui era mortale anche prima di commettere il peccato), motivandola col fatto che ciascuno è responsabile delle proprie azioni, non di quelle di un altro: venivano così negati anche gli effetti del peccato originale sulla natura umana, in quanto era impossibile che l'anima, creata da Dio, fosse caricata di un peccato non commesso personalmente.
Di conseguenza, i pelagiani rifiutavano la prassi del battesimo dei bambini. Negli adulti esso avrebbe cancellato i peccati commessi in precedenza, mentre non si può dire che questo possa avvenire anche per i bambini; il battesimo degli infanti non avrebbe avuto quindi altro scopo, secondo Pelagio, che quello di aprire loro il Regno dei cieli: i bambini morti senza battesimo avrebbero avuto comunque la vita eterna. All'obiezione che l'usanza di battezzare i bambini fosse una pratica consolidata, Pelagio rispondeva essere solo l'espressione dell'accoglienza nella comunità cristiana, in luogo della circoncisione: con il battesimo la persona è incorporata in Cristo, nella sua Chiesa, nel Regno dei cieli. Del resto il Credo niceno costantinopolitano afferma genericamente «il battesimo per il perdono dei peccati» e non di un peccato originale.
Il pelagianesimo, comunque, prediligeva l'attitudine della libertà umana a scegliere a proprio arbitrio fra il bene e il male e ad adempiere, con le proprie forze, la legge divina.
Nella sua predicazione in Africa, Agostino d'Ippona continuò la lotta contro tali dottrine. Scrisse molti trattati teologici ed espresse la dottrina fatta propria dalla Chiesa.
Nel 411 il Concilio di Cartagine condannò le dottrine di Pelagio e Celestio, che furono scomunicati. Egli fece appello a Roma, ma invece di recarsi dal Papa, fuggì ad Efeso dove fu ordinato prete.
La dottrina pelagiana, in Oriente, dove Pelagio si recò ben accolto dal vescovo Giovanni, in un primo momento fu dichiarata ortodossa nel locale sinodo di Gerusalemme e in un altro a Diospolis nel 415.
Papa Zosimo, in un primo momento favorevole ai pelagiani, nel 418, con una lettera nota come Epistula tractoria condannò nuovamente il pelagianesimo. Vi furono tuttavia diciotto vescovi italiani, il più noto dei quali fu Giuliano di Eclano, che, pur vigorosamente contrastati, si rifiutarono di sottoscrivere la dottrina definita dal Papa. Il nuovo Concilio di Cartagine dello stesso anno reiterò la condanna.
Le dottrine pelagiane vennero poi definitivamente condannate come eretiche dal Concilio di Efeso del 431.

## Il libero arbitrio
Secondo Pelagio, gli uomini possono attraverso la propria volontà (libero arbitrio) evitare il peccato e giungere alla salvezza eterna, anche senza la necessità dell'intervento della grazia divina.
Per Pelagio esiste la grazia della creazione, gratia qua creati sumus, della rivelazione, della Legge, dei miracoli di Cristo e del suo esempio, della sua dottrina salvifica, non quella preveniente (definita da Agostino d'Ippona ispirazione d'amore); Dio la concederebbe ad alcuni secondo una sua volontà imperscrutabile. Per Pelagio, l'uomo, essere libero, può decidere di peccare o meno; Pelagio non ammette una dipendenza necessaria da Dio per ottenere la salvezza. Egli è stato creato libero da Dio stesso ed è Dio che, alla fine della vita, premia o punisce il buono o cattivo uso fatto dall'uomo della propria libertà.
Celestio a Cartagine negò l'esistenza del peccato originale. Quindi, a suo parere, la caduta di Adamo nocque solo a questi e non al genere umano; Adamo fu creato mortale e morì senza peccato; la venuta di Cristo non comportò la risurrezione di tutto il genere umano; i neonati si trovano nella condizione di Adamo prima della caduta e, più in generale, prima di Cristo esistettero uomini senza peccato; l'uomo può vivere senza peccato e obbedire facilmente ai Comandamenti di Dio.

## La predestinazione
Per Pelagio non esiste la predestinazione alla salvezza, secondo la quale l'umanità è incapace di salvarsi senza l'aiuto di Dio, perché la predestinazione annullerebbe la libertà della volontà umana e dunque la volontà tutta intera, dovendo questa essere libera per definizione. Secondo Pelagio in Dio esiste prescienza ma non predestinazione; ossia, in altri termini, conoscenza, ma non decisione. 
Il pelagianesimo, o meglio il semi-pelagianesimo, della Chiesa umanista del Rinascimento sarà poi il vero obiettivo della reazione di Lutero. Il Concilio di Trento ha emesso un decreto sul peccato originale nella quinta sessione del 17 giugno 1546.

## Reazioni
Sant'Agostino nel suo De gratia Christi et de peccato originali del 418 mostrò come la grazia secondo Pelagio consista nella legge, nella dottrina, nell'esempio di Cristo oppure in una illuminazione dello Spirito Santo circa i dieci comandamenti, ma non in un'infusione divina di amore che incita al rispetto di essi.
Il 30 aprile 418 Celestio fu bandito da Roma da parte dell'imperatore e fu proibita ogni ulteriore diffusione della sua eresia. Anche papa Zosimo nel 418 condannò il pelagianesimo nella sua Epistula tractoria. Ad essa si opposero 18 vescovi italici, tra i quali Giuliano di Eclano (presso Benevento, nell'antica Apulia), che aveva sistematizzato la dottrina pelagiana e dato avvio a una dura polemica con Sant'Agostino. I pelagiani furono condannati e cercarono rifugio in Oriente. Teodoro di Mopsuestia accolse Giuliano e divenne difensore di Pelagio. Nel 429/430 Giuliano, Pelagio e Celestio chiesero invano a Teodosio II una revisione del loro processo. Il Concilio di Efeso del 431 ribadì la condanna occidentale senza alcuna discussione.

## Il pelagianesimo attuale
Il pelagianesimo è ancora oggi considerato un'eresia dalla Chiesa Cattolica. Papa Francesco ha descritto ad esempio il pelagianesimo attuale nel secondo capitolo dell'esortazione apostolica Gaudete et exsultate.